# Estação Trinité - d'Estienne d'Orves
Trinité - d'Estienne d'Orves é uma estação da linha 12 do Metrô de Paris, localizada no 9.º arrondissement de Paris.

## Localização
Ele se situa entre as estações Notre-Dame-de-Lorette e Saint-Lazare.

## História
A estação foi aberta em 5 de novembro de 1910.
Ela deve a sua denominação inicial de Trinité à sua localização sob a praça homônima, ao norte da qual se encontra a Igreja da Santíssima Trindade de Paris, dedicada à santíssima Trindade cristã, construída por Ballu entre 1861 e 1867.

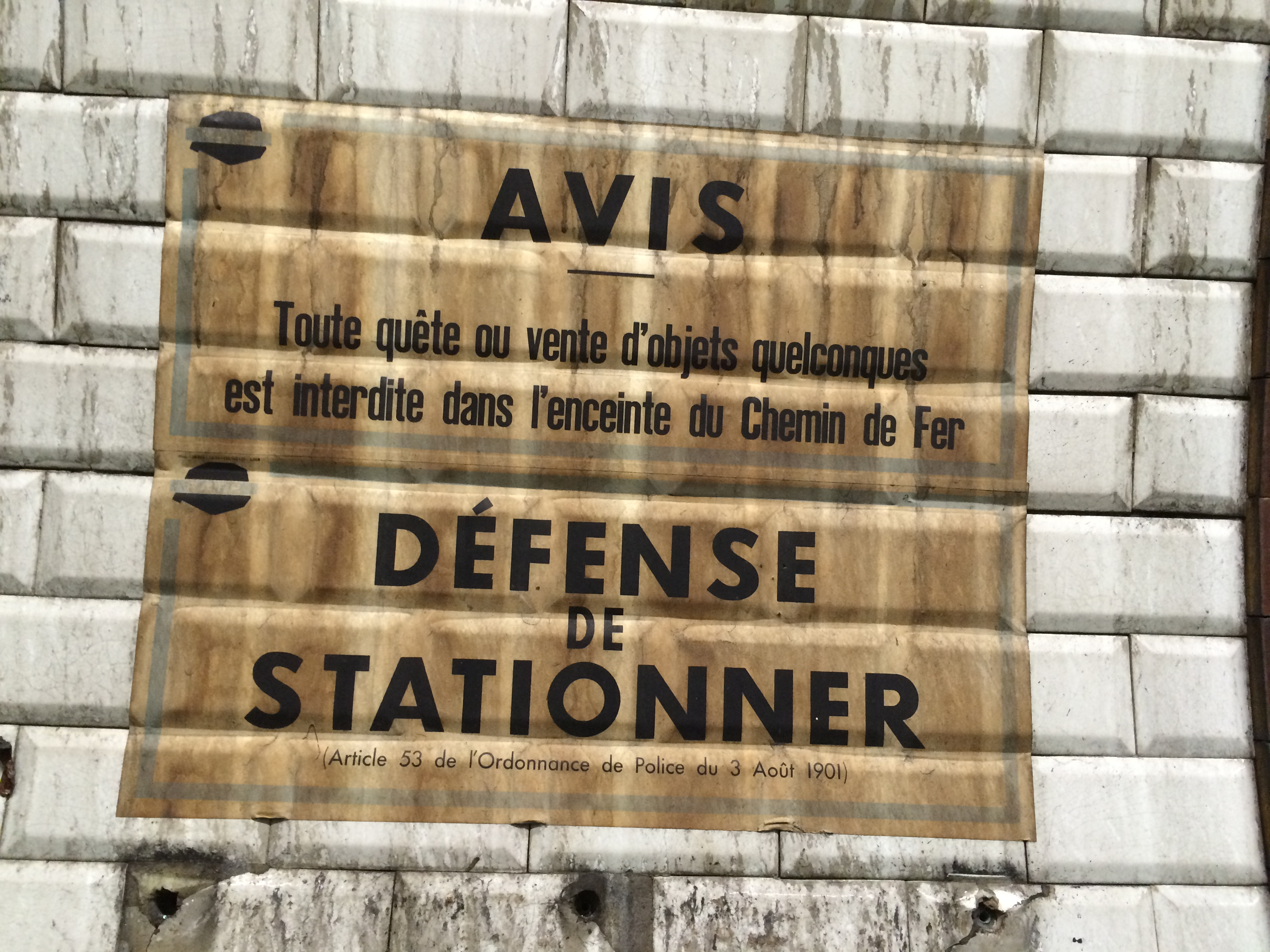
Nas plataformas da estação descaroçada, vestígios de um antigo cartaz

Seu nome é devido também ao place d'Estienne-d'Orves, que presta homenagem à Honoré d'Estienne d'Orves, nascido em Verrières-le-Buisson em 1901 e morreu no Mont Valérien, em 1941, oficial da marinha reunido a general de Gaulle, cujo nome foi atribuído ao square e a praça localizada em frente à igreja. Ele foi enviado em missão para a França, em dezembro de 1940. Traído, ele foi preso durante uma missão na França ocupada em janeiro de 1941. Ele foi executado em 29 de agosto de 1941 no Mont-Valérien pelos ocupantes alemães.
Em 2016, por ocasião da renovação da estação, o descaroçagem fez reaparecer os cartazes da década de 1960.
Em 2017, de acordo com estimativas da RATP, 1 802 492 passageiros entraram nesta estação, o que a coloca na 261ª posição das estações de metrô por sua frequência em 302.

## Serviços aos Passageiros

### Acesso
A estação possui um acesso principal na place d'Estienne-d'Orves e um acesso secundário levando à rue de Châteaudun, dotado de um entourage em ferro forjado.

### Plataformas
Trinité - d'Estienne d'Orves é uma estação de configuração padrão: ela possui duas plataformas longas de 75 metros separadas pelas vias do metrô com uma abóbada semi-elíptica com telhas e tímpanos típicos das estações da Nord-Sud. A partir da década de 1950 até o ano de 2016, a estação tinha uma curvatura metálica com montantes horizontais verdes e quadros publicitários dourados, iluminados, completados por assentos "Motte" de cor verde. A iluminação da estação é feita com neons independentes. Desde 2016, as plataformas estão em curso de renovação.

### Intermodalidade
A estação é servida pelas linhas 26, 32, 43, 68, 81 e OpenTour da rede de ônibus RATP e, à noite, pela linha N01 da rede Noctilien.

## Galeria de fotografias

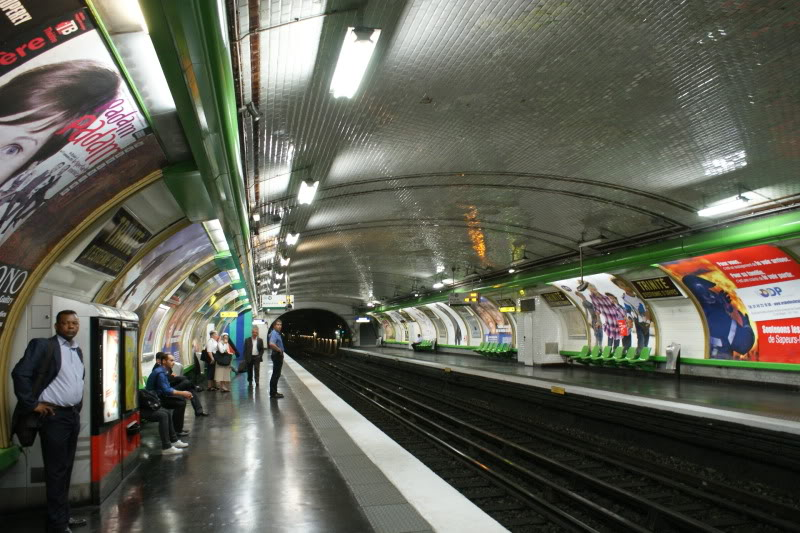
Vista das plataformas antes da renovação de 2016.
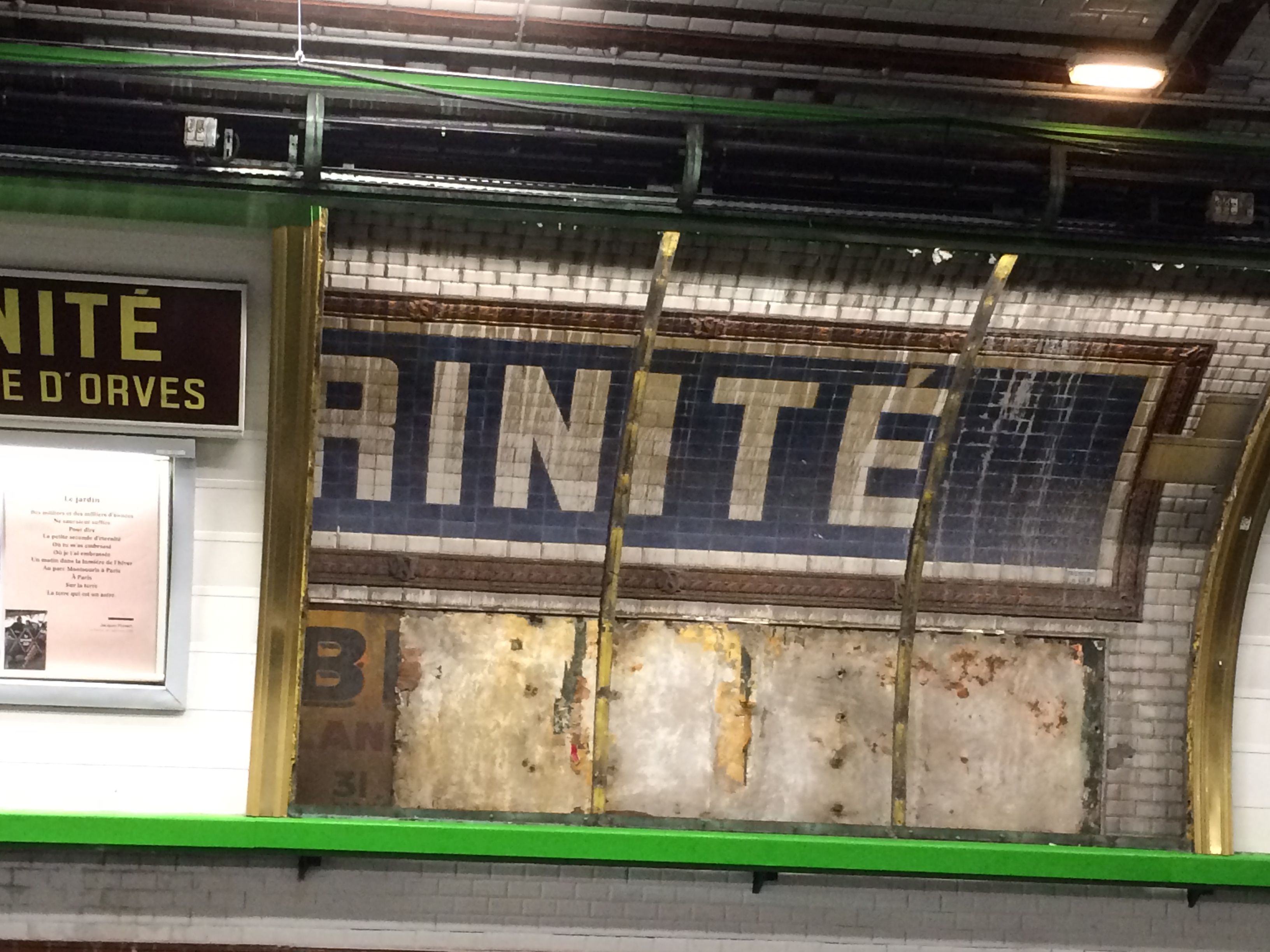
Durante a renovação, o estilo Nord-Sud reaparece.
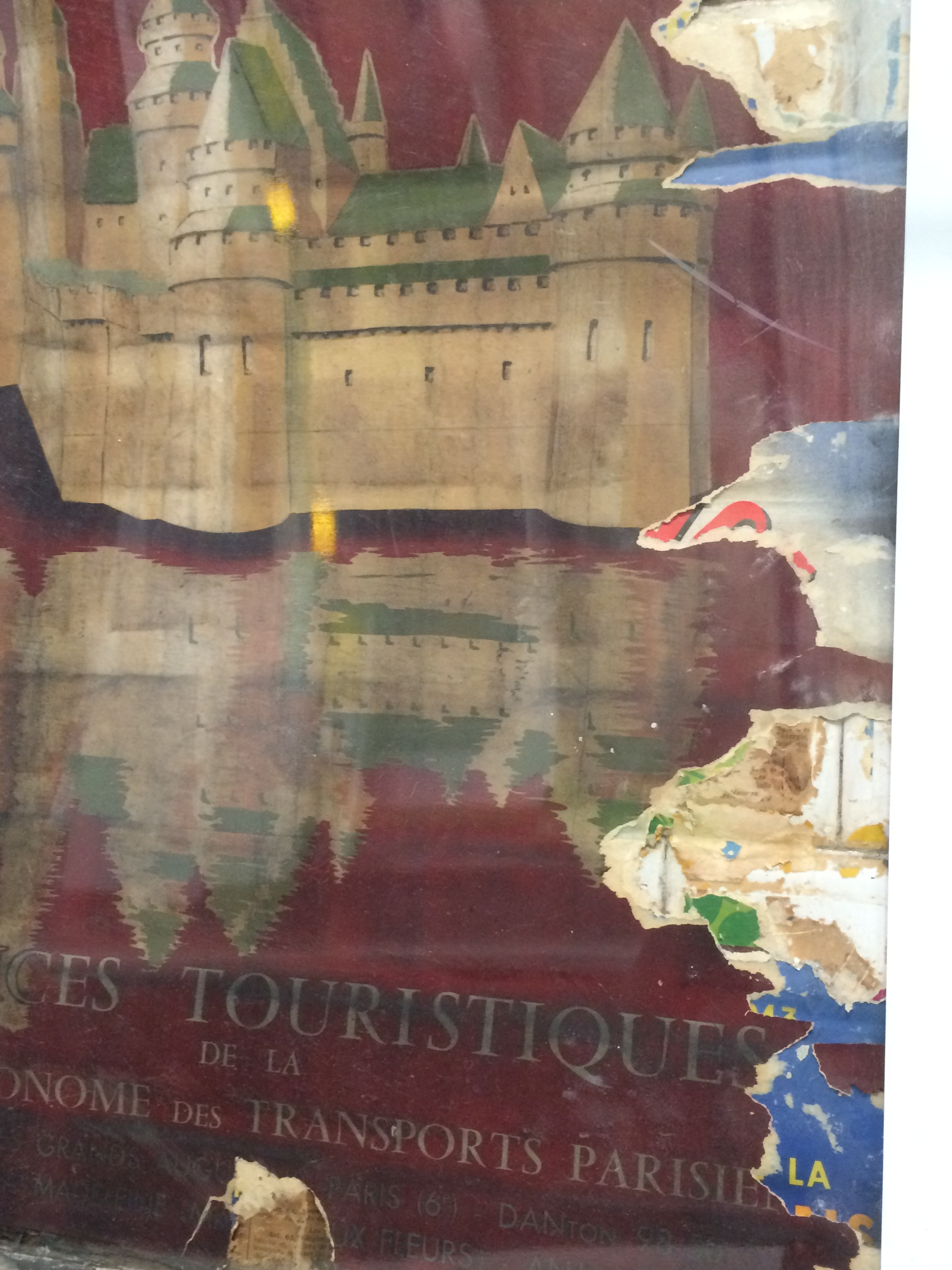
Antigo cartaz da década de 1950.
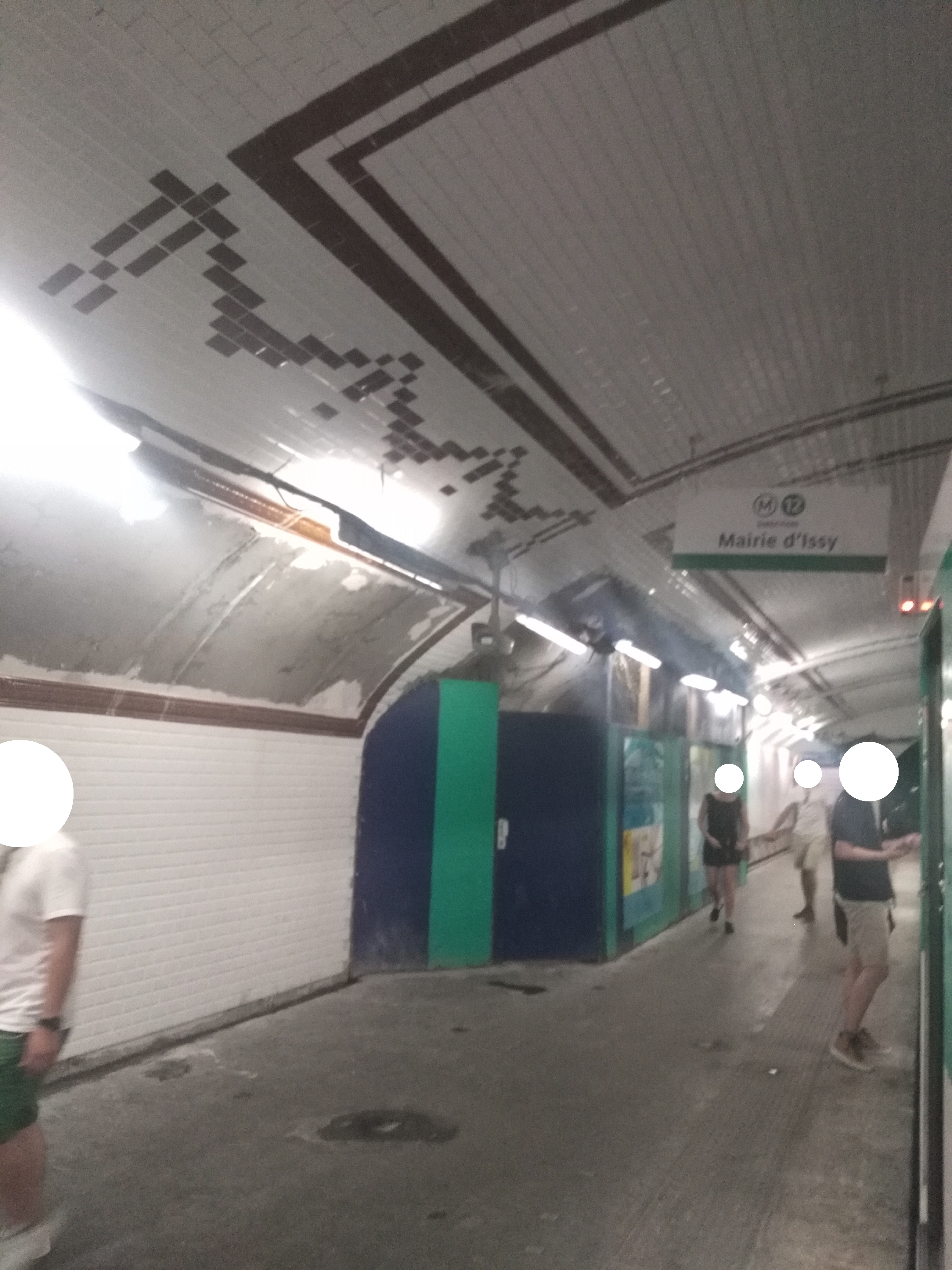
Plataforma da estação em direção a Front Populaire, em renovação, no final de julho de 2018.
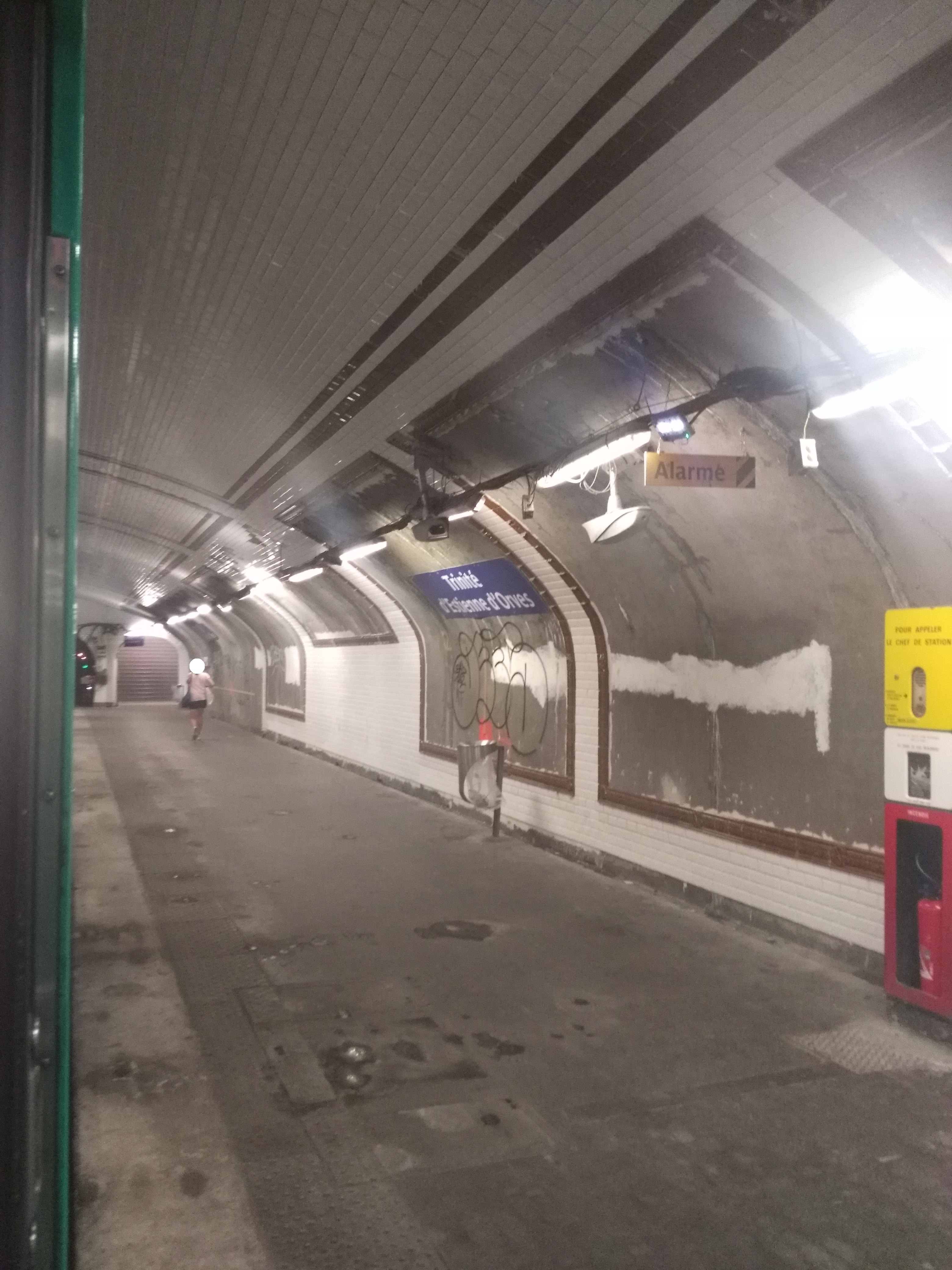
Plataforma da estação em direção a Mairie d'Issy, no curso de renovação após sua descaroçagem, no final de julho de 2018.

## Pontos turísticos
- Igreja da Santíssima Trindade de Paris
- Casino de Paris
- Théâtre de Paris